# Souzay-Champigny
Souzay-Champigny è un comune francese di 761 abitanti situato nel dipartimento del Maine e Loira nella regione dei Paesi della Loira.

## Società

### Evoluzione demografica
Abitanti censiti